# Нервоновая кислота
Нервоновая кислота или селахолевая кислота (цис-15-тетракозеновая кислота) — органическое соединение, высшая карбоновая кислота с формулой СН3-(СН2)7-СН=СН-(СН2)13-СООН. Является омега-9-ненасыщенной жирной кислотой, входит в состав сфинголипидов белого вещества головного мозга человека, участвует в биосинтезе миелина. Содержится в небольших количествах в жирах морских животных и рыб (лососёвые), еще меньше обнаружено в семенах технических культур.

## Физико-химические свойства
Представляет собой белое кристаллическое вещество, нерастворимое в воде.

## Участие в метаболизме
Относится к Омега-9-ненасыщенным жирным кислотам, в отличие от омега-3 жирных кислот и омега-6 жирных кислот, омега-9 жирные кислоты не являются незаменимыми жирными кислотами, потому что они могут быть синтезированы организмом человека из ненасыщенных жиров.

## Применение
Нервоновая кислота используется в лечении расстройств, связанных с демиелинизацией нейронов, таких как адренолейкодистрофия и рассеянный склероз, в течение которых наблюдается снижение уровня нервоновой кислоты в сфинголипидах головного мозга.

## Пищевые продукты, содержащие нервоновую кислоту
В таблице показаны основные пищевые продукты, которые содержат нервоновую кислоту.
| Пищевой продукт       | Содержание мг в 100 г продукта |
| --------------------- | ------------------------------ |
| Чавыча                | 140 мг                         |
| Жёлтые семена горчицы | 83 мг                          |
| Льняные семена        | 64 мг                          |
| Нерка                 | 40 мг                          |
| Кунжутные семена      | 35 мг                          |
| Орехи макадамия       | 18 мг                          |

По своей сути, нервоновая кислота имеет диетическое значение, подобно арахидоновой и эйкозапентаеновой кислотам.